# 中華全国体育総会
中華全国体育総会（ちゅうかぜんこくたいいくそうかい、中国語: 中国奥林匹克委员会; 簡体字: 中华全国体育总会、All-China Sports Federation、ACSF）は、中華人民共和国のスポーツ統括機関国家体育総局に所属する各スポーツ団体から構成される民間社会団体。1952年6月に開かれた全国体育会議にもとづいて設立された。民間団体とされているが、欧州におけるスポーツ競技会に近い半官半民の組織、実質的には国家体育総局のいち機構、などと評価している資料もある。2011年時点でオリンピック競技種目である31の競技団体および非オリンピック競技種目である35の競技団体が所属し、各地方にも体育総会が設置され、スポーツ団体全体を主導し、広くスポーツに関する事業を発展・推進することを目的として活動を行っている。

## 概要
中華全国体育総会は旧ソビエト連邦のスポーツ組織の構造を参考に設計された民間団体で、1952年11月には中華全国体育総会をモデルケースとして中央体育運動委員会（後の国家体育総局）が発足した。1949年9月に建国方針として公布された「共同綱領」の48条（国家は国民体育を提唱する）を根拠に国民体育運動の基本方針が掲げられ、国民に対するスポーツ・運動の普及を目的とした「共同通知」を全国に発表した。これに伴い労働制（後の国家体育鍛錬標準）の導入、ラジオ体操の奨励、工間操・課間操（仕事や授業の合間に行う体操）の推進などといった制度を国家体育総局とともに整備した。その他全国運動会やスポーツ競技大会を主催し、国家体育総局が競技スポーツの強化に主眼を置いていたのに対し、中華全国体育総会は大衆スポーツの普及に尽力していたが、文化大革命後は体育強国を作るという国家方針のもと、競技スポーツの振興へ傾注していった。
ボードゲーム（マインドスポーツ）の団体である中国棋院も加盟している。